# Qeqertat
Qeqertat es un pequeño pueblo en la zona de Qaanaaq, perteneciente a la municipalidad de Qaasuitsup, hacia el norte de Groenlandia. Se localiza en la isla de Harward Øer, y cuenta con 22 pobladores.